# 신문왕
신문왕(神文王, 665년 음력 8월 이전 ~ 692년 8월 22일(음력 7월 2일, 율리우스력 8월 19일), 재위: 681년 7월 30일(음력 7월 7일, 율리우스력 7월 27일) ~ 692년 8월 22일(음력 7월 2일, 율리우스력 8월 19일))은 신라의 제31대 왕이다.
성은 김(金)이고, 휘는 정명(政明)이며, 자는 일초(日怊) 혹은 일소(日炤)인데 '날빛'으로 해석되며 '소지(炤知)'와 비슷한 이름이다.
문무왕(文武王)의 차남이며, 어머니는 자의왕후 김씨(慈儀王后 金氏)이다. 665년 8월 태자에 책봉되었고, 음력 7월 2일에 선왕(문무왕)이 사망한 5일 후인 681년 음력 7월 7일에 즉위하였다. 삼국 통일 후에 국내의 통치 기반을 굳히고 귀족들의 노동력 징발권을 회수하여 왕권을 강화하고 행정구역을 정비하였다.

## 생애
문무왕과 자의왕후 김씨의 차남으로, 출생연도에 관한 기록이 남아 있지 않다. 다만 장남 효소왕이 6세의 나이에 즉위한 점을 고려하면 사망 당시 장수하지 못한 것으로 추정된다. 교서에 자신을 보잘 것 없는 몸이라고 말했던 것을 보면 체격이 작은 편으로 추정된다. 665년 8월 동복 형인 소명태자(昭明太子)가 죽자 태자에 책봉되었다. 681년 8월, 왕비 김씨의 아버지인 소판 김흠돌이 김흠돌의 난을 일으켰으나 실패하여 처형되었다. 김흠돌은 김유신의 여동생인 정희(政姬)의 아들로, 자신의 딸을 태자비로 맞아들여 권력 기반을 강화하려 하였으나 이 과정에서 실패하였고 처형되었다. 그의 딸 역시 폐위되었다. 즉위 한 달 만에 발생한 김흠돌의 난을 진압하면서 신문왕은 진골 귀족을 숙청하였고 왕권 강화에 박차를 가하였다. 이후 683년 일길찬 김흠운의 딸(신목왕후 김씨)을 왕비로 책봉하였다.
682년 6월, 국학(國學)을 설립 하여 예부에 소속시키고, 공장부(工匠府)에 감(監) 1인을 두었다.
683년 10월, 고구려계 유이민이 세운 보덕국의 안승에게 소판의 관직의 등급과 함께 신라 왕실의 성인 김씨 성을 하사하여 신라 귀족으로 편입시키자, 이에 반발하여 684년 11월, 보덕국이 지배하는 금마저에서 안승의 조카인 대문(大文)이 반란을 일으켰으나 이를 진압하였고 보덕국을 멸하였다.
신문왕은 지방 조직 정비와 지방 통치제도를 확립하였으며 전국을 9주 5소경으로 나누고 지방 행정 조직을 강화했다. 청주에 서원경(西原京)을 설치하고 달구벌로 수도 이전을 계획하였으나 귀족들의 반발에 부딪혀 좌절되었다.
687년 5월, 수조권 만을 행사할 수 있는 문무 관료전을 최초로 지급하였고, 689년 1월 귀족에게서 노동력 징발이 가능한 녹읍을 폐지하여 귀족의 권한을 약화시킴으로써 왕권의 전제화를 이루었다.
692년 8월 22일(음력 7월 2일)에 붕어하였고 능은 낭산 동쪽에 마련되었다.

## 가계
- 조부 : 태종무열왕(太宗武烈王, 603~661)
- 조모 : 문명왕후(文明王后)
- 부왕 : 문무왕(文武王, 626[7] ~681, 재위:661~681)
- 모후 : 자의왕후 김씨(慈儀王后 金氏, ? ~681년)
  - 왕비 : 폐비 김씨(廢妃 金氏) - 소판 김흠돌(金欽突)의 딸. 681년 폐위되었다.
  - 왕비 : 신목왕후 김씨(神穆王后 金氏, ? ~ 700년 6월 1일) - 일길찬 김흠운(金欽運)과 요석공주의 딸.
    - 아들 : 효소왕(孝昭王, 687~702, 재위:692~702) - 신라의 제 32대 왕.
    - 아들 : 성덕왕(聖德王, 691~737, 재위: 702~737) - 신라의 제 33대 왕.
    - 아들 : 김근질(金根質)
    - 아들 : 김사종(金詞宗)

## 신문왕이 등장하는 작품
소설
- 정세랑 〈설자은 시리즈〉 - 2025년 기준 발표작까지 신문왕대를 배경으로 하고 있으며, 향후 성덕왕 시대까지 집필할 계획이라고 작가가 밝혔다. 
  - 《설자은, 금성으로 돌아오다》(문학동네, 2023년)
  - 《설자은, 불꽃을 쫓다》(문학동네, 2025년)

드라마
- 《대왕의 꿈》 (KBS, 2012년~2013년, 배우: ???, 조용진)
- 《천일야사》 162회 (채널A, 2020년, 배우: ???)

## 같이 보기
- 만파식적
- 화왕계